# Anacanthella angustifrons
Anacanthella angustifrons är en tvåvingeart som först beskrevs av Hardy 1932.  Anacanthella angustifrons ingår i släktet Anacanthella och familjen vapenflugor. Inga underarter finns listade i Catalogue of Life.